# Uładzimir Kurnieu
Uładzimir Kurnieu, biał. Уладзімір Курнеў, ros. Владимир Борисович Курнев, Władimir Borisowicz Kurniew (ur. 12 września 1950 w Rydze, Łotewska SRR) – białoruski piłkarz, grający na pozycji pomocnika, trener piłkarski.

## Kariera piłkarska

### Kariera klubowa
Urodził się w Rydze, gdzie jego ojciec grał przez 2 lata w miejscowej Daugavie. Potem wrócił do Mińska, gdzie uczęszczał do Szkoły Piłkarskiej. W 1968 roku rozpoczął karierę piłkarską w drużynie Dynama Mińsk. W 1977 niezgodny z decyzjami nowego trenera Ołeha Bazyłewicza, odszedł do Paxtakoru Taszkent. W 1979 nowy trener Eduard Małofiejew poprosił go wrócić do Dynama Mińsk. W 1981 był zmuszony opuścić dynamowski zespół, dlatego przeszedł do Lokomotiwu Moskwa, gdzie po zakończeniu sezonu zakończył karierę.

## Kariera trenerska
Karierę szkoleniowca rozpoczął w 1982 roku. Przez 10 lat trenował Sputnik Mińsk. Następnie prowadził kluby Niwa Samochwałowicze, Fandok Bobrujsk i Santanas Samochwałowicze. W 1996 pomagał trenować mołdawski Tiligul Tyraspol, a potem stał na czele klubu Tarpeda-Kadina Mohylew. W styczniu 1998 roku został zaproszony do Dynama Mińsk, gdzie pracował przez pół roku. Potem pracował jako asystent klubu Żemczużyna Soczi. Od 1999 prowadził białoruskie kluby Kristałł Smoleńsk, Darida Żdanowicze, Sławija Mozyrz, Dynama Brześć i Nioman Grodno. W 1997 został mianowany na stanowisko głównego trenera litewskiego FBK Kaunas, ale po pół roku ponownie pracował w zespole Darida Żdanowicze. Kolejnymi klubami w jego trenerskiej karierze były Wieras Nieśwież i Partyzan Mińsk. W lutym 2012 roku przeniósł się do Dynama Brześć, stając się asystentem trenera klubu, a od 9 lipca 2012 do 20 września 2013 kierował klubem.

## Sukcesy i odznaczenia

### Sukcesy piłkarskie
Dynamo Mińsk
- mistrz Białoruskiej SRR: 1975
- zdobywca Pucharu Białoruskiej SRR: 1975

### Sukcesy trenerskie
Dynamo Mińsk
- finalista Pucharu Białorusi: 1998

### Odznaczenia
- tytuł Mistrza Sportu ZSRR